# Fecske András
Fecske András (Budapest, 1947. szeptember 29. – 2020. június 26.) magyar művészettörténész, galériavezető, író, a Hollósy Simon Galéria alapítója.

## Életpályája
A fővárosi Könyves Kálmán Gimnáziumban érettségizett 1966-ban. Költőként az iskolaújságban kezdett publikálni. Érettségi után fizikai munkásként dolgozott, majd katonai szolgálatát töltötte. 
1972-ben vették fel az ELTE BTK-ra, művészettörténet-magyar-könyvtár szakon tanult, 1977-ben szerzett bölcsészdiplomát. Egyetemi évei alatt az Egyetemi Lapokban, ill. a Művészetben publikált.   
A hetvenes évek elején vidékre költözött, a Komárom megyei Dolgozók Lapjának írt kritikákat, valamint az Új Forrás közölte tanulmányait. Fő területe a 19. század végi, 20. századi képzőművészet volt. E témakörről számos napilapban, hetilapban, folyóiratban jelentek meg írásai.   
A nyolcvanas évek elején visszaköltözött Budapestre: a Képcsarnok Vállalatnál, ill. a Helyiipari és Városgazdálkodási Dolgozók Szakszervezeténél helyezkedett el. A nyolcvanas évek végén megalapította a Hollósy Simon Galériát, mely a rendszerváltás után Hollósy Galéria Kft. néven vállalkozásként működött (2008-ig ügyvezető-igazgatóként üzemeltette).   
A kilencvenes évektől hosszabb lélegzetű munkákat adott közre, Vecsési Sándor festőművészről, Eigel Istvánról és Tassy Kláráról, Patay Lászlóról, Somogyi Jánosról, ifj. Szabó István szobrászművészről. 
Munkásságának kiemelkedő darabja A figurativitás problémája a XX. századi kortárs hazai festőművészetben 1945-1990-ig című tanulmánykötete (1995). 40 éves művészeti írói tevékenységét összegzi Vajon kinek a művészete? című életműválogatása (2009).
Életének utolsó szakaszában szépirodalommal is foglalkozott.  

## Művei
- Művészeti ismeretek; Tankönyvkiadó, Bp., 1978
- Vecsési Sándor; Komárom-Esztergom Megyei Önkormányzat–Kernstok Károly Művészeti Alapítvány, Tatabánya, 1994 (Castrum könyvek)
- A figurativitás problémái a kortárs hazai festőművészetben, 1945–1990; Hollósy Galéria, Bp., 1995 (Figuratív piktúra)
- Eigel István / Tassy Klára; Hollósy Galéria, Bp., 1996
- A monumentalitás kérdései Patay László festészetében. Tanulmányok, riportok, dokumentumok; Komárom-Esztergom Megyei Önkormányzat–Kernstok Károly Művészeti Alapítvány, Tatabánya, 2000 (Limes-könyv-tár)
- Ifj. Szabó István szobrászművész; szerk. Fecske András; Hollósy Galéria, Bp., 2001
- Hová viszel, folyó? Virrasztás a Dunáért; szerk. Fecske András, ill. Vecsési Sándor, szöveg Ágh István, Fábián Gyula, Szakonyi Károly et al., fotó Bábel László et al.; Hollósy Galéria, Bp., 2002
- Somogyi János festőművész; szerk. Fecske András; Hollósy Galéria, Bp., 2004 (Figuratív piktúra)
- Vajon kinek a művészete?; N. J. Pro Homine Alapítvány, Bp., 2009 (Földobott kő)[2]
- Meghatározó gyermekkor. Szellemiség és forma Vecsési Sándor festészetében; Önkormányzat, Nyergesújfalu, 2010
- Írás a falon. Esszé(k)novellák; Hungarovox, Bp., 2013
- Galagonybokrok délutáni fényben. Novellák, karcolatok, szatírák; Napkút, Bp., 2019